# V772 Андромеды
V772 Андромеды (лат. V772 Andromedae) — двойная затменная переменная звезда типа W Большой Медведицы (EW) в созвездии Андромеды на расстоянии приблизительно 5686 световых лет (около 1743 парсеков) от Солнца. Видимая звёздная величина звезды — от +13,4m до +13,1m. Орбитальный период — около 0,6685 суток (16,043 часов).

## Характеристики
Первый компонент — жёлто-белая звезда спектрального класса F. Радиус — около 2,21 солнечных, светимость — около 10,765 солнечных. Эффективная температура — около 7039 K.
Второй компонент — жёлто-белая звезда спектрального класса F.